# Birgitta Jónsdóttir
Birgitta Jónsdóttir (Reikiavik, 17 de abril de 1967) es una política, poeta, y miembro activista de Althing, el parlamento de Islandia, formalmente representando el movimiento ciudadano de ese país quien cofundó en el despertar de la crisis financiera islandesa y de El Movimiento, pero ahora representando al Partido Pirata. Su distrito era Reykjavíkurkjördæmi Suður. para el Movimiento Cívico pero para el suroeste era el Partido Pirata. En 2009 fue elegida para el parlamento islandés en nombre de un movimiento que apunta a la reforma democrática de la política partidista de izquierda y derecha. Birgitta ha sido activista y vocera de varios grupos, como WikiLeaks, Salvando Islandia y Amigos de Tíbet en Islandia. También cofundó Instituto Internacional de Medios Modernos con un grupo de 21 expertos y entusiastas de transformación legislativa. Actualmente está sirviendo como presidenta del consejo de Iniciativa islandesa para medios de comunicación modernos.

## Vida y carrera
Nació en Reikiavik, y es hija de Bergþóra Árnadóttir y Jón Ólafsson, Birgitta también es una poeta, escritora, artista, editora y activista. Su primera colección de poesía fue publicada en 1989 por Almenna Bókafélagið (AB books). 
Organizó Arte contra la guerra, donde varios artistas y poetas islandeses salieron a protestar la guerra de Irak. En 1996 estableció la primera galería de arte en línea islandés para la tienda Apple. Ha participado en varios proyectos internacionales relacionados con la escritura y el activismo incluyendo "Poetas Contra la Guerra, Diálogo entre las Naciones a través de la poesía, y Poetas para los Derechos Humanos. 
También editó y publicó El libro de la Curación Mundial y El libro de la esperanza, que contienen escritos de Lawrence Ferlinghetti, Rita Dove, el Dalái lama, Rabbi Michael Lerner, John Kinsella, y Sigur Rós. 
Es fundadora de Beyond Borders Press y de Radical Creations. También es parte de International Network of Parliamentarians for Tibet (INPaT).

### Iniciativas de libertad de prensa
Birgitta era voluntaria activa para WikiLeaks y tenía un rol importante en la creación del video de Asesinato colateral, incluyendo coproducción. Ella abogó para hacer a Islandia un paraíso de la libertad de prensa y era la principal patrocinadora de la  Iniciativa islandesa para medios de comunicación modernos.
El 7 de enero de 2011, Birgitta anunció en su página de Twitter que había sido notificada por Twitter que había sido atendida por el Departamento de Justicia de los Estados Unidos  con información demandando citación "sobre todos mis tuits y más desde el primero de noviembre de 2009." De acuerdo con Glenn Greenwald de Salon.com:

La información demandada por el Departamento de Justicia está arrasando en su alcance. Incluye todas las direcciones de correo e información de facturación del usuario, todas los registros de conexión y tiempos de sesión, todas las direcciones IP usadas para acceder a Twitter, todas las cuentas de correo electrónico conocidas, así como los "medios y fuente de pago," incluyendo registros bancarios y tarjetas de crédito. Busca toda esa información para el período que comienza el 1 de noviembre de 2009 hasta el presente.

El 14 de abril de 2011 Wired publicó un artículo llamado "Asociados de WikiLeaks devuelven el golpe a U.S. Twitter Registra Demanda" describiendo una "batalla legal contenciosa con el Departamento de Justicia" la cual incluyó 3 voluntarios de WikiLeaks en el tribunal presentando que el argumento del gobierno “trivializa a ambos Partidos’ y los derechos constitucionales de los ciudadanos.”
El 30 de septiembre de 2012, Birgitta se unió al consejo asesor de LJost, una iniciativa alertadora Islandesa dirigida por la Prensa de Denuncias Asociadas y basado en la plataforma en GlobaLeaks.

### Comités Parlamentarios para el Movimiento
- Miembro del Comité de Revisión Parlamentaria en el reporte de SIC  2009-2013.
- Miembro del Comité en el Medio Ambiente  2009-2013.
- Miembro del Comité en Relaciones Exteriores  2009-2013.
- Miembro de la delegación Islandesa ante la Asamblea Parlamentaria de la OTAN  2009-2013.

### Comités Parlamentarios para el Partido Pirata
- Copresidenta del Comité Constitucional y de Supervisión desde 2013.
- Observadora en el Comité de Relaciones Exteriores desde 2013.
- Miembro de la delegación Islandesa a la Unión Parlamentaria Internacional (IPU, por sus siglas en inglés) desde 2013.